# АА (паровоз)
АА (Андрей Андреев) — опытный советский паровоз. Единственный в мире локомотив с семью движущими осями в одной жёсткой раме (не путать с сочленёнными паровозами).

## История создания

### Предпосылки к появлению паровоза
К 1930-м гг. на советских железных дорогах значительно повысились требования по тяге и к скорости поездов. Имевшиеся паровозы типа 0-5-0 (серия Э) и типа 1-5-0, сцепной вес которых не превышал 85 тонн, уже не справлялись в полном объёме с возросшим объёмом перевозок. Настоятельно требовалась их замена значительно более мощными паровозами.
Разные группы специалистов предлагали разные решения. Так, одни предлагали оставить на паровозе пять движущих колёсных пар и лишь увеличить нагрузку от оси на рельсы, усилив при этом железнодорожный путь. Другие настаивали на сохранении нагрузки от движущих колёсных пар в пределах 20 тонн, повысив при этом их число. Обе группы специалистов не учитывали, что на тот момент времени вагоны, в основном, были оборудованы винтовой упряжью (автосцепку на советских железных дорогах станут массово устанавливать лишь с 1934 года), которая выдерживала усилие не более 20 тс.
Существенным мотивирующим фактором в создании советского паровоза типа 2-7-2, послужил опыт германского и, главным образом, северо-американского паровозостроения в создании паровозов с шестью движущими осями в одной жёсткой раме, соответственно, типов 1-6-0 и 2-6-1.
Техническое задание, выданное весной 1930 года, на альтернативное эскизное проектирование советского быстроходного грузового паровоза с числом движущих осей в одной жёсткой раме более пяти, предусматривало предельную осевую нагрузку на рельсы в 20 тонн, то есть, такую же, как и для эскизного проектирования советского паровоза типа 1-5-1 (будущий ФД), что существенно усложнило задачу проектировщиков. Если для быстроходного американского типа 2-6-1 при средней проектной осевой нагрузке от движущей колёсной пары на рельс 26,9 тонн ещё в 1926 году удалось успешно реализовать заданные тягово-скоростные характеристики, то для быстроходного советского проектного варианта число движущих осей пришлось увеличить до семи. При этом неизбежно, по условиям вписывания в кривые, ещё более усложнялась конструкция движущего механизма и экипажной части. Тем не менее, приобретение практического опыта в решении столь сложной технической задачи для молодой советской школы паровозостроения сочли целесообразным. Реализация необычайно крупногабаритного паровозного котла и экипажной части с семью сцепными осями — абсолютный рекорд в практике мирового паровозостроения.

### Проектирование и изготовление паровоза
В 1931 году группа молодых инженеров (выпускников МИИТа) подготовила эскизный проект паровоза с колёсной формулой 1-7-2 и нагрузкой на рельсы, не превышающей 20 тс от колёсной пары. В теории подобный локомотив должен был обеспечить максимальную провозную способность и существенно снизить себестоимость перевозок за счёт использования низкосортных углей и отказа от сочленённых паровозов. При этом не выходящая за рамки стандартов нагрузка на рельсы позволила бы использовать подобные локомотивы без особого усиления путей. Движущие колёса паровоза диаметром 1550 мм располагались в одной жёсткой раме. Сцепная масса локомотива составляла 140 тонн, диаметр цилиндров — 735 мм, ход поршней — 812 мм. Площадь колосниковой решётки равнялась 10 м², а испаряющая поверхность нагрева котла — 445 м². Большую расчётную работу по экипажной части выполнил инженер К. П. Королёв — будущий крупный специалист в области динамики локомотивов, автор многих книг.
Рабочие чертежи нового паровоза составлялись уже на Ворошиловградском паровозостроительном заводе, которому НКПС выдал задание на изготовление двух паровозов этого типа. При рабочем проектировании выяснилось, что в рамках осевой формулы 1-7-2 весовые ограничения выдержать не удастся, поэтому решено было перейти к формуле 2-7-2. Проект претерпел и ряд других изменений. В частности, диаметр цилиндров был увеличен до 740 мм, а площадь колосниковой решётки — до 12 м². Давление пара в котле должно было составлять 17 кгс/см². Паровоз получил радиальную топку котла, брусковую раму и пароперегреватель системы Чусова.
Изготовление паровоза на заводе шло медленно, причём во многом из-за того, что в это же время на заводе осваивали серийное производство паровозов ФД типа 1-5-1. По этим же причинам решено было отказаться от изготовления второго паровоза. Паровоз был готов лишь к концу 1934 года. Новый паровоз получил буквенное обозначение АА (в честь Андрея Андреевича Андреева, занимавшего в 1931—1935 годах пост наркома НКПС) и полное обозначение паровоза АА20-1 (20 — нагрузка от движущих колёсных пар на рельсы в тоннах).

### Особенности конструкции
Паровоз АА был первым и единственным в мировой истории локомотивом с семью движущими осями в одной жёсткой раме. Котёл паровоза являлся одним из крупнейших локомотивных котлов в Европе. В связи с огромными размерами локомотива был предпринят ряд мер для улучшения вписывания паровоза в кривые. В частности, передняя тележка имела возможность отклонения от продольной оси локомотива в пределах ± 145 мм (на крайних точках), задняя — в пределах ± 265 мм. Разбег первой и второй колёсных пар составлял ± 27 мм, седьмой ± 35 мм. Кроме того, на колёсах третьей, четвёртой и пятой пар отсутствовали гребни, а ширина их бандажей составляла 175 мм.
Также паровоз отличался оригинальной системой передачи усилия от штока поршня паровой машины на движущие колёсные пары. Так, на обычном паровозе тяговое усилие передаётся на одну из осей (ведущая колёсная пара), а от неё через сцепные дышла непосредственно уже на все остальные движущие оси. На паровозе АА тяговое усилие передавалось на четвёртую движущую ось, а от неё тяговое усилие непосредственно передавалось на первые три сцепные оси. Также особым дышлом эта ось соединялась с пятой колёсной парой, а уже непосредственно от пятой движущей оси приводились в движение шестая и седьмая.

## Техническое описание
Котёл. Весьма развитый «сытый» котёл по своим параметрам близок к котлу американского паровоза типа 2-6-1 и с избытком обеспечивает реализацию проектной мощности 3500 л. с.;
- Длина котла в собранном виде — 17871 мм;
- Вес котла без арматуры и гарнитуры — 60 тонн;
- Питание котла водой — двумя инжекторами мятого пара производительностью 360÷380 л/мин и двумя обычными инжекторами острого пара.
- Отопление котла — стокерное. В 6-осном тендере от паровоза серии ФД (тендер «тип 17») было установлено два механических углеподатчика «типа ЦЛПБ» — весьма ненадёжных в эксплуатации.
- Топочная часть котла — радиального типа, с камерой догорания, цельносварной конструкции. По конструктивно-технологическим параметрам топочная часть котла аналогична паровозу ФД, но отличается значительно увеличенными габаритными размерами. Кожух топки соединён сварными швами с цилиндрическим кожухом камеры догорания. Кожух топки, кожух камеры догорания и огневая коробка, переходящая в камеру догорания, укреплены жёсткими и подвижными связями.
- Площадь колосниковой решётки — 12 м²;
- Колосники качающиеся, привод их — от специальной поршневой машины, работающей воздухом или паром.
- Длина топки с камерой догорания — 7,3 м;
- Объём топки с камерой догорания — 24,5 м²;
- В топке установлены 4 циркуляционные (кипятильные) трубы, которые в том числе поддерживают огнеупорный кирпичный свод.
- Цилиндрическая часть котла запроектированная из трёх барабанов, фактически выполнена из четырёх барабанов из-за отсутствия проката необходимой ширины. Барабаны цилиндрической части котла соединены телескопически двухрядными поперечными заклёпочными швами, а с кожухом камеры догорания — четырёхрядными заклёпочными швами. Передняя и задняя трубные решётки — сварной конструкции.
- Число дымогарных труб — 138;
- число жаровых труб — 48;
- Длина дымогарных и жаровых труб между решётками — 7000 мм;
- Чтобы длинные трубы не прогибались, не засорялись и оказывали меньшее сопротивление проходу топочных газов, они выполнены несколько увеличенного диаметра: жаровых труб — 163/173 мм; дымогарных труб — 65/70 мм;
- Испаряющие поверхности нагрева:
  - топки — 38,56 м²;
  - камеры догорания — 11,81 м²;
  - кипятильных труб — 4,85 м²;
  - жаровых труб — 180 м²;
  - дымогарных труб — 212,3 м²;
- Общая испаряющая поверхность нагрева (водяная) — 448,64 м²;
- Рабочее давление пара в котле (по манометру) — 17 кг/см²;
- Пароперегреватель — системы Чусова, 6-трубный, однооборотный с увеличенным диаметром элементов (24/30) мм, с тем чтобы снизить интенсивность закипания элементных трубок.
- Диаметр труб элементов пароперегревателя — 24/30 мм;
- Поверхность нагрева пароперегревателя — 174,0 м²;
- Полная поверхность нагрева котла — 662,04 м²;
- Регулятор подачи пара — многоклапанного типа (семь клапанов расположены в коллекторе за пароперегревателем).

Паровая машина — двухцилиндровая однократного расширения с диаметром цилиндра 740 мм и ходом поршня 810 мм, парораспределение Вальсхарта. Золотники выполнены с контрштоками, диаметр золотника — 330 мм, наибольший ход золотника — 198 мм, перекрыша впуска — 50 мм, перекрыша выпуска — 0 мм. Линейное предварение впуска — 8 мм. Поршни снабжены уплотнительными кольцами Штарёва и выполнены с контрштоками.
Большая масса движущих частей машины (ведущее дышло — 730 кг, поршень, шток и крейцкопф — 1127 кг) и высокая конструкционная скорость паровоза (90 км/ч) обусловили необходимость тщательного уравновешивания всех вращающихся частей, а также необходимой части возвратно-поступательно движущихся масс. Уравновешенность инерции горизонтальных сил поступательно-движущихся масс фактически составила 57,77 %, амплитуда подёргивания — 4,32 мм, уравновешенность моментов виляния — 36,5 %, амплитуда виляния — 0,00032. Произведённые расчёты динамического паспорта показали, что динамическое воздействие локомотива на рельс не выходит из допустимых пределов. При максимальной (конструкционной) скорости динамический коэффициент ведущей и остальных (сцепных) движущих осей соответствует значениям от 1,5 до 1,6. Однако, этот паровоз не удовлетворил всем требованиям эксплуатации, особенно в части вписывания в кривые.
Движущий механизм — с двойным крейцкопфом для уменьшения диаметра скалки (поршневого штока). Задний — основной крейцкопф — многоярусный (пенсильванского типа), соединён с ведущим дышлом. Передний — дополнительный крейцкопф, скользящий по малой параллели, обеспечивает дополнительное направление и соединение с поршневым штоком. Без дополнительного крейцкопфа диаметр скалки по условиям продольного изгиба пришлось бы значительно увеличить, что в свою очередь привело бы к увеличению веса возвратно — движущих частей и к ухудшению условий работы сальника на задней цилиндровой крышке. Для обеспечения надлежащей работы дышл при боковом перемещении осей во время прохождения паровоза в кривых 1-е и 2-е сцепные дышла соединены между собой при помощи вертикального и горизонтального валиков; на пальцах 1-й и 2-й сцепных осей установлены шаровые подшипники, обеспечивающие возможность поворота дышл. Все дышла выполнены с круглыми головками с плавающими втулками, приспособленными как к твёрдой, так и жидкой смазке. Центровая шейка пальца кривошипа 4-й ведущей оси соединена спарниками с пальцами кривошипов только 3-й, 2-й и 1-й движущих осей. Кривошипы 6-й и 7-й движущих осей соединены спарниками с кривошипами 5-й движущей оси, имеющими пальцы с двойной шейкой (подобно пальцам 4-й ведущей оси). Центровые шейки пальцев кривошипов 5-й движущей оси соединены спарниками с пальцами кривошипов 4-й и 6-й движущих осей, а ведущие шейки пальцев кривошипов 5-й оси соединены с ведущими шейками 4-й ведущей оси особым, так называемым тандем-дышлом. Тандем-дышло значительно облегчает условия работы ведущего пальца, поскольку на ведущий палец передаётся только часть усилия действующего вдоль шатуна, необходимого для вращения 4-й, 3-й, 2-й и 1-й осей, другая же часть усилия действующая вдоль шатуна, передаётся через его вилкообразную кривошипную головку, через запрессованную в её щёки ступенчатую стальную втулку, непосредственно на переднюю головку тандем-дышла, для вращения 5-й (движущей тандем-оси), 6-й и 7-й движущих осей. Передняя головка тандем-дышла входит в вилкообразную кривошипную головку шатуна и вращается на средней части ступенчатой стальной втулки, запрессованной своими крайними частями в щёки головки шатуна и надета вместе с помещённой в ней «плавающей» бронзовой втулкой, на палец 4-й ведущей оси.
В парораспределительном механизме установка контркривошипов на 5-ю движущую ось вызвала значительное увеличение длины золотникового штока, для предотвращения изгиба которого установлена промежуточная направляющая бронзовая втулка. Кроме того, конструкция внешнего парораспределительного механизма усложнена введением промежуточной тяги к кулисе и добавочного кулисного рычага, так называемой «тандем -кулисы», чтобы укоротить эксцентриковую тягу и снизить уровень её вибрации при работе паровоза.
Экипажная часть паровоза
Главная рама брускового типа, но, в отличие от паровоза серии ФД, боковые полотнища выполнены не катанными, а литыми из-за отсутствия проката необходимого размера.
Устройства обеспечивающие движение и вписывание паровоза в кривые:
Передняя 2-осная (бегунковая) тележка состоит из двух продольных балансиров, образующих по концам буксы для шеек осей. Во внутреннее пространство каждого балансира входит по две рессоры, опирающиеся по концам на тело балансира. На среднюю часть каждой рессоры опирается своими выступами-кронштейнами подвижная рама, к средней части которой прикрепляется на болтах опорная рама — нижняя катковая плита, имеющая четыре наклонные плоскости, расположенные попарно, с каждой стороны от середины тележки. Правый и левый цилиндрические ролики имеют возможность перекатываться по соответствующей паре наклонных плоскостей нижней катковой плиты. Верхняя катковая плита, в своей верхней части имеет полусферическое углубление, в котором находится подвижный шкворень, входящий в направляющую, прикреплённую к нижней части отливки цилиндрового блока. Весовая нагрузка последовательно передаётся на шкворень, верхнюю катковую плиту, через ролики на нижнюю катковую плиту, на подвижную раму и через её кронштейны — рессорам, балансирам, буксам и шейкам осей. Применение в качестве возвращающего устройства наклонных опорных плоскостей и роликов обеспечивает пределы бокового отклонения тележки (±145 мм) с возвращающей силой — 8250 кГс.
В системе движущих (сцепных) колёсных пар боковые перемещения движущих осей составляют: 1-й ±27 мм и 2-й ±27 мм  и обеспечиваются наличием зазоров между буксами и наличниками. 3-я, 4-я и 5-я движущие оси выполнены жёсткими, но безребордными с шириной бандажа 175 мм; 6-я ось — ребордная, жёсткая. Боковое перемещение 7-й движущей оси ±35 мм обеспечивается наличием зазоров между буксами и наличниками, и, кроме того, буксы 7-й оси связаны с рессорами двумя парами подвесок маятникового типа, которые создают переменную возвращающую силу, от 1500 до 3000 кГс, в зависимости от величины поперечного перемещения 7-й оси. Возвращающее устройство 7-й движущей оси обеспечивает благоприятные условия при движении паровоза задним ходом и повышает сопротивление «вилянию».
Задняя поддерживающая тележка системы «2-осный Биссель» конструктивно аналогична тележке паровозов типа 1-5-2, серии Та и типа 1-4-2 серии ИС. Тележка расположена под топочной частью котла, снабжена рокерным возвращающим устройством, создающим постоянное возвращающее усилие 1600 кГс, минимально необходимое при движении паровоза задним ходом без существенного ухудшения условий переднего хода, обеспечивает боковые отклонения ±265 мм. Боковое перемещение 1-й оси составляет ±35 мм. Рокерное возвращающее устройство включает ряд секторов с двумя нижними опорными точками.
Рессорное подвешивание паровоза выполнено по схеме трёх отдельных групп, расположенных в трёх точках. В 1-ю отдельную группу включены рессоры передней тележки и рессоры 1-й, 2-й, 3-й и 4-й сцепных осей, сбалансированных между собой продольными балансирами; поперечными балансирами для 1-й группы служат шаровый шкворень и верхняя катковая плита передней тележки. 2-я и 3-я отдельные группы рессорного подвешивания образованы, соответственно, рессорами правой и левой сторон 5-й, 6-й, 7-й движущих осей и поддерживающих осей задней тележки, соединённых на каждой стороне продольными балансирами. Такая схема рессорного подвешивания статически определима. Несмотря на повышенное по сравнению с паровозом серии Э давление на ось (20 тс против 16 тс), статическая нагрузка на рессоры паровоза типа 2-7-2 незначительно превышает статическую нагрузку рессор паровоза серии Э (7700 кГс против 6770), в связи с тем, что превышение осевого давления происходит за счёт веса колёсных пар и навешенных на них частей. В целях снижения динамического воздействия на путь, жёсткость рессор ведущей 4-й оси снижена до 82 кг/мм; жёсткость рессор остальных сцепных осей составляет 97 кг/мм.
Тормозная система Казанцева, с учётом больших поперечных отклонений (разбегов) осей, торможению подвергаются только 3-я, 4-я, 5-я и 6-я оси, а также 6-осный тендер.

## Оценка паровоза
Оценка паровоза АА20-1 неоднозначна. Наиболее категоричен в суждениях Л. Б. Януш в своей книге «Русские паровозы за 50 лет» (1950). Машина обязана своим появлением творческому порыву молодых советских конструкторов, стремившихся создать машину, способную обеспечить увеличение провозной способности и снижение себестоимости перевозок на главнейших магистралях в условиях ряда технических ограничений. По состоянию на 1934 год единственным участком на сети дорог СССР, где паровоз АА-20 мог составить конкуренцию паровозу ФД, являлся чрезвычайно грузонапряжённый углевозный участок «Красный Лиман — Основа (Харьков)». Техническая реконструкция этого участка была произведена в полном объёме — рельсы тяжёлого типа «II-а» на щебневом балласте, призма насыпи по своей ширине рассчитана на прокладку второй пары путей, сглаженные радиусные кривые, удлинённые стрелочные переводы, автоблокировка. Однако для этого необходимо было ввести в эксплуатацию не менее десяти таких паровозов. Разворот для этого паровоза был не обязателен, при езде «трубой назад» обзор был ненамного хуже. Веерные паровозные здания были коротки как для АА, так и для ФД, поэтому к 1936 году были введены в эксплуатацию типовые паровозные здания прямоугольного типа, пригодные и для ФД, и для АА. По своей грузонапряжённости по состоянию на 1936 год этот участок занимал первое место на сети дорог СССР — 28 пар прямых тяжеловесных поездов в сутки. Паровозы ФД на этом участке эксплуатировались наиболее интенсивно и буквально на пределе их возможностей.
1 января 1935 года паровоз был отправлен в Москву. На подъёме в 10 ‰ с составом массой 2800 тонн он развивал скорость 40 км/ч. Мощность паровоза достигала 3700 л. с., сила тяги при трогании с места — до 32 000 кгс. Однако в ходе эксплуатации был выявлен ряд конструктивных недостатков паровоза, в частности, в системе парораспределения.
Отдельным источником проблем были огромные размеры паровоза. Несмотря на значительные разбеги у тележек и колёсных пар, паровоз плохо вписывался в кривые, расстраивал пути и сходил с рельс на стрелках. Кроме того, колоссальная машина не помещалась на поворотных кругах и в стойлах паровозных депо.
По этим причинам в 1935 году паровоз сделал лишь несколько пробных поездок, после чего был окончательно отстранён от поездной работы. Следующие 25 лет неработающий локомотив простоял «под забором», пока в 1960 году не был порезан на металлолом.